# تریسته ۴۷۸

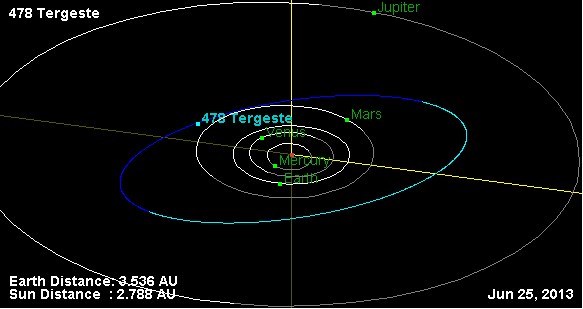
نمایی از محل قرارگیری سیارک تریسته ۴۷۸ در مدار – ۲۰۱۳

سیارک ۴۷۸ (به انگلیسی: 478 Tergeste، نامگذاری:1901GU) چهارصد و هفتاد و هشتمین سیارک کشف شده‌است که در ۲۱ سپتامبر ۱۹۰۱ و در هایدلبرگ کشف شد.
قدر مطلق سیارک برابر ۷٫۹۸ است.